# 16 февруари
16 февруари е 47-ият ден в годината според григорианския календар. Остават 318 дни до края на годината (319 през високосна година).

## Събития
- 1568 г. – Издадена е присъда от Светия престол, с която цялото население на Нидерландия, с изключение на няколко поименно изброени лица, е осъдено на смърт. Тя става причина за Осемдесетгодишната война.
- 1576 г. – В град Медиаш провъзгласеният в Краков за крал на Полша и княз на Трансилвания Стефан Батори подписва т.нар. pacta conventa, с който обявява взетите след войната с руския цар Иван IV Грозни земи за собственост на Полско-литовската държава.
- 1736 г. – Франц I и Мария Тереза са венчани във Виена.
- 1791 г. – Създаден е окръг Оцего в щата Ню Йорк, САЩ.
- 1813 г. – Създаден е окръг Лебанон в щата Пенсилвания, САЩ.
- 1836 г. – Султан Махмуд II подписал ферман, с който се узаконява първата българска фабрика в Сливен – на Добри Желязков.
- 1877 г. – Подписан е мирен договор между Сърбия и Турция след прекратяване на Сръбско-турската война.
- 1887 г. – Офицерски бунт (1887): В Силистра избухва бунт на офицери русофили; армията остава вярна на правителството и метежът е потушен.
- 1898 г. – Излиза първият бюлетин на БТА.
- 1900 г. – Обнародван е първият Закон за празничните дни в Княжество България.
- 1912 г. – Ла Меса, Калифорния получава статут на град.
- 1918 г. – Литва провъзгласява национална независимост.
- 1919 г. – Основана е Демократическата партия в Кралство Югославия в Сараево.
- 1923 г. – Хауърд Картър, британски археолог египтолог, отваря погребалната камера на фараона Тутанкамон.
- 1934 г. – Подписан е търговски договор между Англия и СССР.
- 1936 г. – Левицата побеждава на изборите в Испания.
- 1936 г. – Официално са закрити IV Зимни олимпийски игри в Гармиш-Партенкирхен, Германия.
- 1936 г. – Дипломатическите връзки между Иран и САЩ са прекъснати поради задържането на ирански дипломат в САЩ.
- 1937 г. – Изобретеният от химика Уолъс Каротърс найлон (полиамид 66) е патентован от фирмата „DuPont“.
- 1940 г. – Цар Борис III назначава безпартийно служебно правителство начело с професор Богдан Филов.
- 1945 г. – Втората световна война: Американски самолети започват масирани бомбардировки на Токио.
- 1948 г. – Холандско-американският астроном Герард Кайпер открива Миранда – естествен спътник на Уран.
- 1949 г. – Основан е футболният клуб Дунав в Русе.
- 1956 г. – Във Великобритания е отменено смъртното наказание.
- 1957 г. – Състои се премиерата на шведския филм „Седмият печат“.
- 1959 г. – Фидел Кастро встъпва в длъжност като министър-председател на Куба, след като диктатора Фулхенсио Батиста е свален от власт на 1 януари.
- 1960 г. – Започва първото в историята подводно плаване около света на американската ядрена подводница USS Triton (SSRN-586).
- 1963 г. – Никита Хрушчов обявява, че СССР притежава водородна бомба.
- 1967 г. – Състои се премиерата на филма „Двадесет и петият час“.
- 1968 г. – Открит е първият телефонен номер за спешни обаждания 9-1-1 в град Хейливил, Алабама, САЩ.
- 1976 г. – Излиза първият модел КАМАЗ.
- 1983 г. – В София е открито международното спортно състезание Универсиада.
- 1984 г. – „Тексако“ закупува за 10,1 млрд. долара акциите на петролния монопол „Гети Ойл“, с което сключва най-голямата сделка в историята на САЩ.
- 1986 г. – Състои се премиерата на българския игрален драматичен филм „Място под слънцето“.
- 1987 г. – Състои се премиерата на българския игрален драматичен филм „Само ти, сърце“.
- 1992 г. – Завърналата се от емиграция Анастасия Мозер е избрана за председател на БЗНС „Никола Петков“.
- 1994 г. – Гърция въвежда икономическо ембарго на Република Македония.
- 1998 г. – Създадено е първото в света клонирано теле от учени от САЩ.
- 1998 г. – Полет 676 на „Чайна Еърлайнс“ се разбива в път и жилищен район близо до международното летище „Чан Кай-Шеку“ в Тайван и убива всички 196 на борда и още 7 на земята.
- 1999 г. – Висшият съдебен съвет избира за главен прокурор на България Никола Филчев.
- 2005 г. – Протоколът от Киото влиза в сила, след като е ратифициран и от Русия.
- 2005 г. – Създадена е Софийската търговско-промишлена камара.
- 2007 г. – Състои се премиерата на филма „Призрачен ездач“ в САЩ.
- 2010 г. – Открита е отново жп линия между Северен Ирак и Турция между градовете Мосул и Газиантеп, след близо 30 г. прекъсване.

## Родени
- 130 г. – Фаустина Млада, римска императрица († 176 г.)
- 1497 г. – Филип Меланхтон, немски теолог († 1560 г.)
- 1517 г. – Гаспар дьо Колини, френски държавен деец († 1572 г.)
- 1727 г. – Николаус Йозеф фон Жакен, холандски учен († 1817 г.)
- 1786 г. – Мария Павловна, велика херцогиня на Сакс-Ваймар-Айзенах († 1859 г.)
- 1804 г. – Жул Габриел, френски писател († 1874 г.)
- 1820 г. – Йоханес Ребман, германски пътешественик († 1876 г.)
- 1821 г. – Хайнрих Барт, германски изследовател († 1865 г.)
- 1822 г. – Френсис Галтън, британски психолог († 1911 г.)
- 1834 г. – Ернст Хекел, немски естественик († 1919 г.)
- 1838 г. – Шигенобу Окума, министър-председател на Япония († 1922 г.)
- 1848 г. – Октав Мирбо, френски писател († 1917 г.)
- 1848 г. – Хуго де Фриз, холандски ботаник († 1935 г.)
- 1857 г. – Иван Попов, български офицер († 1925 г.)
- 1862 г. – Юрдан Иванов, български финансист († 1907 г.)
- 1880 г. – Венелин Ганев, български политик († 1966 г.)
- 1882 г. – Кларънс Оберндорф, американски психиатър († 1954 г.)
- 1886 г. – Беата Ранк, австрийски психоаналитик († 1961 г.)
- 1891 г. – Ханс Гюнтер, немски антрополог († 1968 г.)
- 1893 г. – Михаил Тухачевски, руски офицер († 1937 г.)
- 1906 г. – Вера Менчик, чешка шахматистка († 1944 г.)
- 1908 г. – Владимир Георгиев, български езиковед († 1986 г.)
- 1916 г. – Карл Брунер, швейцарски икономист († 1989 г.)
- 1918 г. – Веселин Андреев, български поет († 1991 г.)
- 1920 г. – Андрей Чапразов, български актьор († 1999 г.)
- 1920 г. – Уолт Фулкнер, американски автомобилен състезател († 1956 г.)
- 1921 г. – Ели Аргировска, югославска партизанка († 2002 г.)
- 1921 г. – Жан Бера, френски пилот от Формула 1 († 1959 г.)
- 1922 г. – Владимир Виденов, български политик († 1993 г.)
- 1924 г. – Димо Коларов, български кинооператор († 1997 г.)
- 1926 г. – Джон Шлезинджър, британски режисьор († 2003 г.)
- 1927 г. – Костадин Благоев, български футболист
- 1929 г. – Герхард Ханапи, австрийски футболист († 1980 г.)
- 1929 г. – Кажимеж Куц, полски режисьор († 2018 г.)
- 1929 г. – Петко Сираков, български борец († 1996 г.)
- 1931 г. – Алфред Колерич, австрийски писател († 2020 г.)
- 1935 г. – Сони Боно, американски певец († 1998 г.)
- 1936 г. – Фернандо Соланас, аржентински кинорежисьор († 2020 г.)
- 1938 г. – Стефка Кушлева, българска народна певица, композитор († 2019 г.)
- 1939 г. – Чеслав Ниемен, полски композитор († 2004 г.)
- 1942 г. – Ким Чен Ир, севернокорейски диктатор († 2011 г.)
- 1945 г. – Стефан Диомов, български композитор
- 1948 г. – Динка Русева, българска народна певица († 2018 г.)
- 1952 г. – Иво Папазов, български музикант, кларнетист
- 1954 г. – Иън Банкс, шотландски писател († 2013 г.)
- 1958 г. – Ice-T, американски певец
- 1959 г. – Джон Макенроу, американски тенисист
- 1961 г. – Анди Тейлър, помощник мениджър на хевиметъл групата Айрън Мейдън
- 1964 г. – Бебето, бразилски футболист
- 1966 г. – Лусинда Райли, ирландска писателка
- 1966 г. – Милена Недева, български политик и психолог, кмет на община Каспичан
- 1970 г. – Анджело Перуци, италиански футболист
- 1972 г. – Иван Христов, български поет
- 1973 г. – Кати Фрийман, австралийска лекоатлетка
- 1976 г. – Людмил Киров, български футболист
- 1977 г. – Брад Уалст, канадски музикант
- 1979 г. – Валентино Роси, италиански моторен състезател
- 1981 г. – Стефан Костадинов, български футболист
- 1982 г. – Ричи Ламберт, английски футболист
- 1983 г. – Димитър Гечев, български политик и икономист
- 1984 г. – Александър Хорошилов, руски скиор
- 1984 г. – София Арвидсон, шведска тенисистка
- 1986 г. – Валтер Асеведо, аржентински футболист
- 1988 г. – Денилсон, бразилски футболист
- 1988 г. – Ким Су-хьон, южнокорейски актьор
- 1989 г. – Елизабет Олсън, американска актриса

## Починали
- 1391 г. – Йоан V Палеолог, византийски император (* 1332 г.)
- 1579 г. – Гонсало де Кесада, испански конкистадор (* 1509 г.)
- 1635 г. – Гонсало Фернандес де Кордоба, испански военачалник (* 1585 г.)
- 1820 г. – Николаус Опел, германски зоолог (* 1782 г.)
- 1857 г. – Илайша Кент Кейн, американски лейтенант (* 1820 г.)
- 1892 г. – Хенри Уолтър Бейтс, английски естественик (* 1825 г.)
- 1899 г. – Феликс Фор, президент на Франция (* 1841 г.)
- 1907 г. – Джозуе Кардучи, италиански поет, Нобелов лауреат през 1906 г. (* 1835 г.)
- 1908 г. – Княгиня Клементина Бурбон-Орлеанска, майка на Фердинанд I (* 1817 г.)
- 1917 г. – Октав Мирбо, френски писател (* 1848 г.)
- 1927 г. – Йонас Басанавичус, литовски общественик (* 1851 г.)
- 1932 г. – Фердинан Бюисон, френски политик, Нобелов лауреат през 1927 г. (* 1841 г.)
- 1934 г. – Едуард Багрицки, руски поет (* 1895 г.)
- 1947 г. – Илия Докторов, български революционер (* 1876 г.)
- 1949 г. – Димитър Нейков, български политик (* 1884 г.)
- 1957 г. – Юзеф Хофман, американски композитор (* 1876 г.)
- 1962 г. – Радул Милков, български военен пилот (* 1883 г.)
- 1966 г. – Георги Белев, български оперен певец (* 1908 г.)
- 1970 г. – Лазар Добрич, български цирков артист и педагог (* 1881 г.)
- 1971 г. – Александър Стаменов, български художник (* 1905 г.)
- 1982 г. – Иван Христов, български певец (* ?)
- 1983 г. – Кажимера Иллаковичувна, полска писателка и поетеса (* 1892 г.)
- 1988 г. – Павел Попов, български агроном (* 1902 г.)
- 1990 г. – Владимир Шчербицки, украински политик (* 1918 г.)
- 1990 г. – Кийт Харинг, американски художник (* 1958 г.)
- 1992 г. – Абас ал-Мусауи, ливански политик (* 1952 г.)
- 1996 г. – Милош Копецки, чешки актьор (* 1922 г.)
- 1998 г. – Мари-Луиз фон Франц, швейцарска психоложка (* 1915 г.)
- 2002 г. – Уолтър Уинтърботъм, футболен треньор (* 1913 г.)
- 2007 г. – Яков Линд, австрийско-английски писател (* 1927 г.)
- 2012 г. – Иван Славов, български философ (* 1928 г.)
- 2014 г. – Уве Бергер, немски поет (* 1928 г.)
- 2024 г. –  Алексей Навални, руски политик (* 1976 г.)

## Празници
- ЕС – Международен ден на пощальоните и куриерите
- Литва – Ден на независимостта (от Русия, 1918 г., национален празник)
- Северна Корея – Рожден ден на Ким Чен Ир